# Race On
Race On är ett racingsimulationsspel utvecklat av SimBin som släpptes den 22 oktober 2009 till Microsoft Windows. Spelet innehåller 2008 års säsonger av World Touring Car Championship och International Formula Master. Utöver det finns serier med amerikanska muskelbilar, vilka inte finns på riktigt. Spelet inkluderar även allt innehåll från Race 07 – The Official WTCC Game och STCC – The Game. En demoversion av spelet släpptes 9 oktober 2009. Det fungerar som ett tilläggspaket till Race 07 – The Official WTCC Game, men går även att spela utan då hela Race 07 ingår i samma paket.

## Serier

### Riktiga serier
- World Touring Car Championship (WTCC) - 2006, 2007, 2008
- International Formula Master - 2008
- Swedish Touring Car Championship (STCC) - 2008
- Camaro Cup - 2008
- F3000 International Masters - 2006
- Mini Challenge Germany - 2007

### Riktiga serier med påhittade förare
- World Touring Car Championship (WTCC) - 1987
- Formula BMW
- Caterham (CSR200, CSR260 och CSR320)
- Radical (SR3 205HP, SR3 230HP, SR3 252HP, SR4 190HP SR 205HP och SR4 252HP)

### Påhittade serier
- Cadillac CTS-V - 2009
- Chevrolet Camaro - 2009
- Dodge Challenger SRT8 - 2008
- Dodge Charger SRT8 - 2008
- Muscle Club

## Banor

### US Muscle
- Laguna Seca
- Road America

### STCC
- Falkenbergs Motorbana
- Göteborg City Race
- Karlskoga Motorstadion
- Mantorp Park
- Ring Knutstorp
- Sturup Raceway
- Vålerbanen

### WTCC
- Scandinavian Raceway
- Brands Hatch
- Masaryk Circuit
- Autódromo Internacional de Curitiba
- Circuito do Estoril
- Autodromo Enzo e Dino Ferrari
- Istanbul Park
- Circuito da Guia
- Circuit de Nevers Magny-Cours
- Autodromo Nazionale Monza
- Okayama International Circuit
- Motorsport Arena Oschersleben
- Circuit de Pau-Ville
- Circuito da Boavista
- Autódromo Miguel E. Abed
- Circuit de la Comunitat Valenciana Ricardo Tormo
- Circuit Park Zandvoort

### Andra
- Vara Raceway (finns inte på riktigt)

### Alternativa bansträckningar
- Brands Hatch Indy
- Curitiba Oval
- Curitiba Reverse
- Monza Reverse
- Monza Junior
- Magny-Cours National
- Oschersleben B-Course 06
- Oschersleben Reverse 06
- Oschersleben B-Course 07
- Oschersleben Reverse 07
- Puebla Oval
- Puebla Special
- Valencia National
- Valencia Long
- Valencia Reverse
- Zandvoort Club